# Vanden Plas (carrossier)
Pour les articles homonymes, voir Plas et Vanden Plas (homonymie).

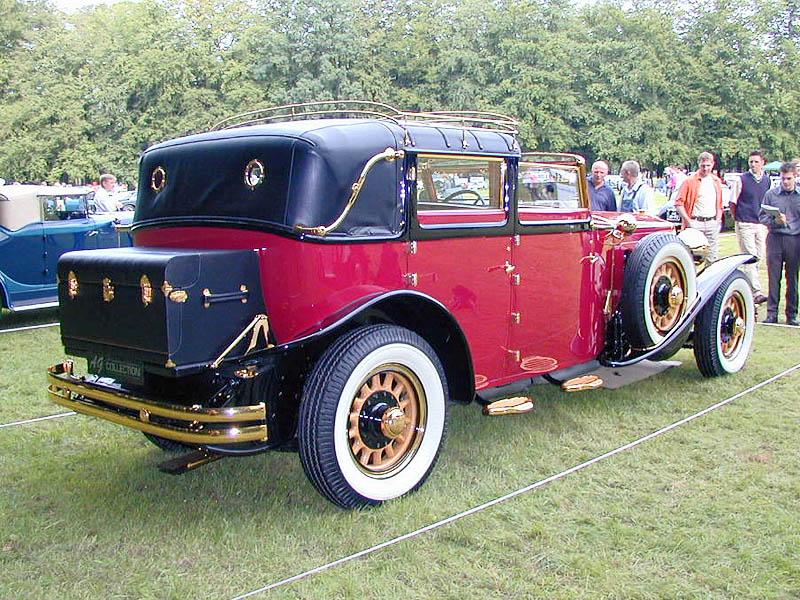
Landaulette Minerva 40CV
carrossée par Van den Plas, 1932

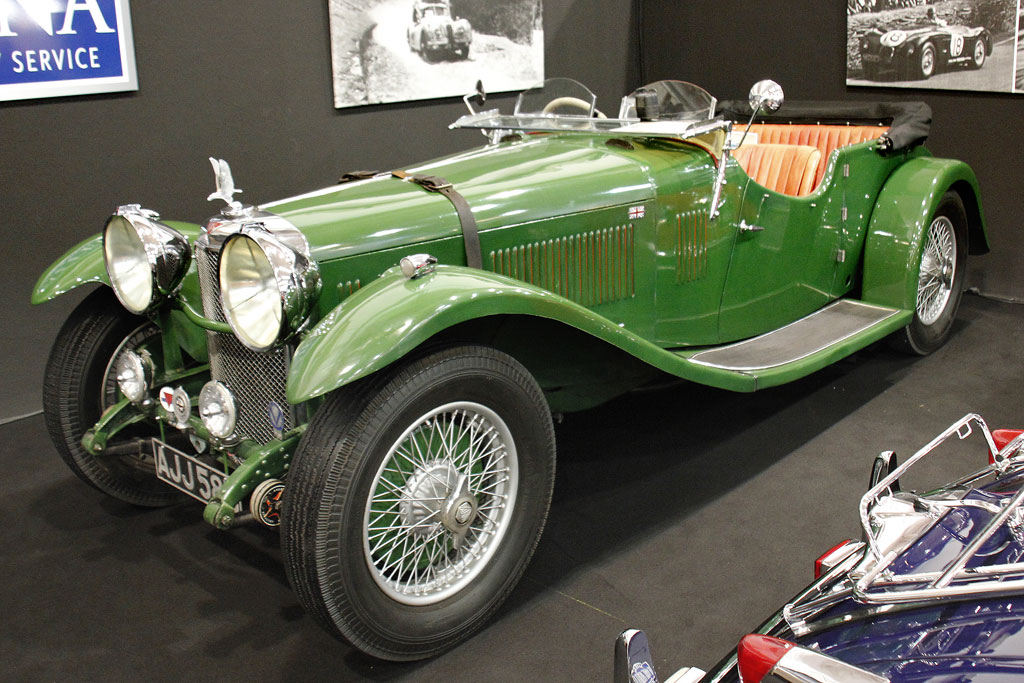
Alvis Speed 20
carrossée par Vanden Plas, 1933

Vanden Plas est le nom d'un carrossier anglais ayant notamment produit des versions de luxe d’automobiles de série. Le nom finit également par servir d’appellation commerciale aux finitions haut de gamme de modèles du groupe British Leyland (devenu par la suite Austin Rover, Rover Group et MG Rover). Son dernier usage remonte à 2003, sur la version rallongée de la Rover 75.

## La Belgique et l'Angleterre

### Carrosserie par lot et sur mesure
L'entreprise a commencé en 1870, à Bruxelles, en Belgique, en tant que Carrosserie Van den Plas, faisant d'abord des essieux avant de produire des chariots tirés par des chevaux. Elle a été fondée par Guillaume van den Plas, un forgeron, et ses trois fils, Antoine, Henri et Willy qui créeront une succursale à Paris. En 1884, ils ont déménagé de Bruxelles à Anvers. Avec l'augmentation de la demande, ils ont ouvert une succursale à Bruxelles en 1890. Vers 1900, l'entreprise travaillait avec De Dion Bouton, Berlier, Germain, Packard. En 1908, Vanden Plas avait un effectif de 400 hommes à la production de 300 carrosseries spéciales par an, rapidement portée à plus de 750. La branche française a cessé sa production en 1934, tandis que l'entreprise Belge a cessé sa production en 1949.

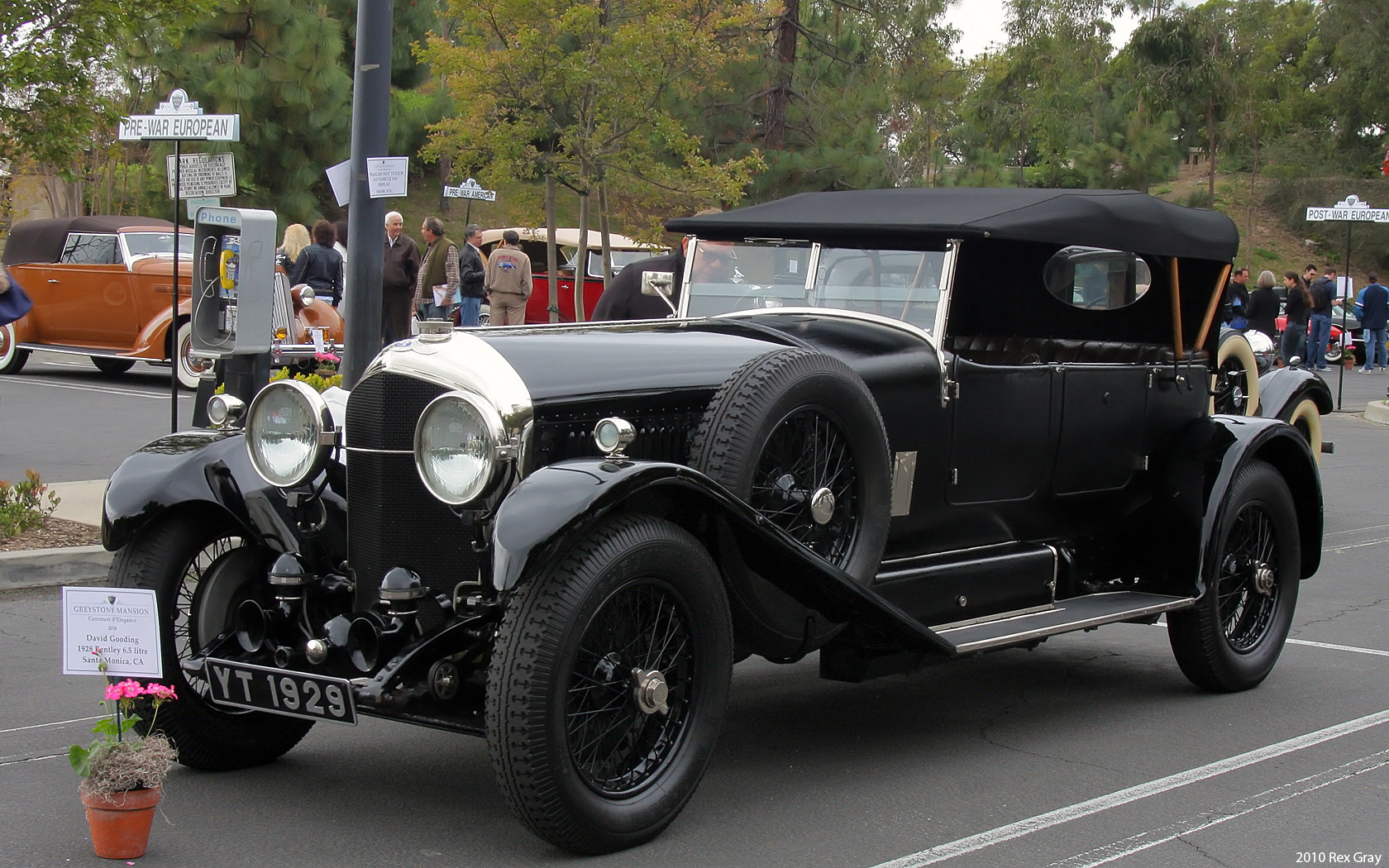
Bentley 6 ½ litre open touring
Carrossée par Vanden Plas en 1928

Le nom du carrossier est apparu au Royaume-Uni en 1906, lorsque des véhicules Métallurgique furent importés avec des carrosseries Vanden Plas. La première société Vanden Plas d'Angleterre a été établie par Warwick Wright (maintenant revendeurs Peugeot) en 1913, construisant des carrosseries sous licence Vanden Plas Belgique.
Au cours de la première Guerre Mondiale les activités au Royaume-Uni sont passées à la production d'aéronefs et l'entreprise a été achetée par l' Aircraft Manufacturing Company qui était basée à Hendon , près de Londres. En 1917, la société Vanden Plas (1917) Ltd., a été constituée. Après la guerre, elle semble avoir eu d'énormes difficultés pour se remettre dans la carrosserie et en 1922, la société a été placée en liquidation judiciaire. Les droits exclusifs du nom pour le Royaume-Uni semblent avoir été perdus au début des années 1920, la firme Belge exposant au salon de Londres (en) aux côtés de la firme Britannique. En 1923, les droits sur le nom et le goodwill ont été achetés par les frères Fox qui ont fondé Vanden Plas (Angleterre) 1923 Limited. Ils ont déménagé l'entreprise de Hendon à Kingsbury et élaboré les contacts pris avec Bentley. Entre 1924 et 1931, lorsque Bentley tomba à son tour, Vanden Plas avait construit des carrosseries sur plus de 700 de leur châssis.
Survivre dans les années 1930 impliquait de devenir moins dépendant d'un constructeur automobile et l'entreprise fournit des carrosserie pour Alvis, Armstrong Siddeley, Bentley, Daimler, Lagonda, Rolls-Royce et Talbot. La société a également mis à jour ses méthodes de production se mit à fabriquer de petites séries. Avec le déclenchement de la guerre en 1939, la société est retournée à la production d'avions, et la carrosserie fut de nouveau arrêtée. Pendant la Guerre, la société a fabriqué la structure en bois pour le De Havilland Mosquito, un des avions au plus grands succès de la seconde Guerre Mondiale. Après la guerre, la société a poursuivi son association avec la société De Havilland et produisit des pièces pour le DH Vampire, un jet de combat.

### La Production de limousines

#### La Princess

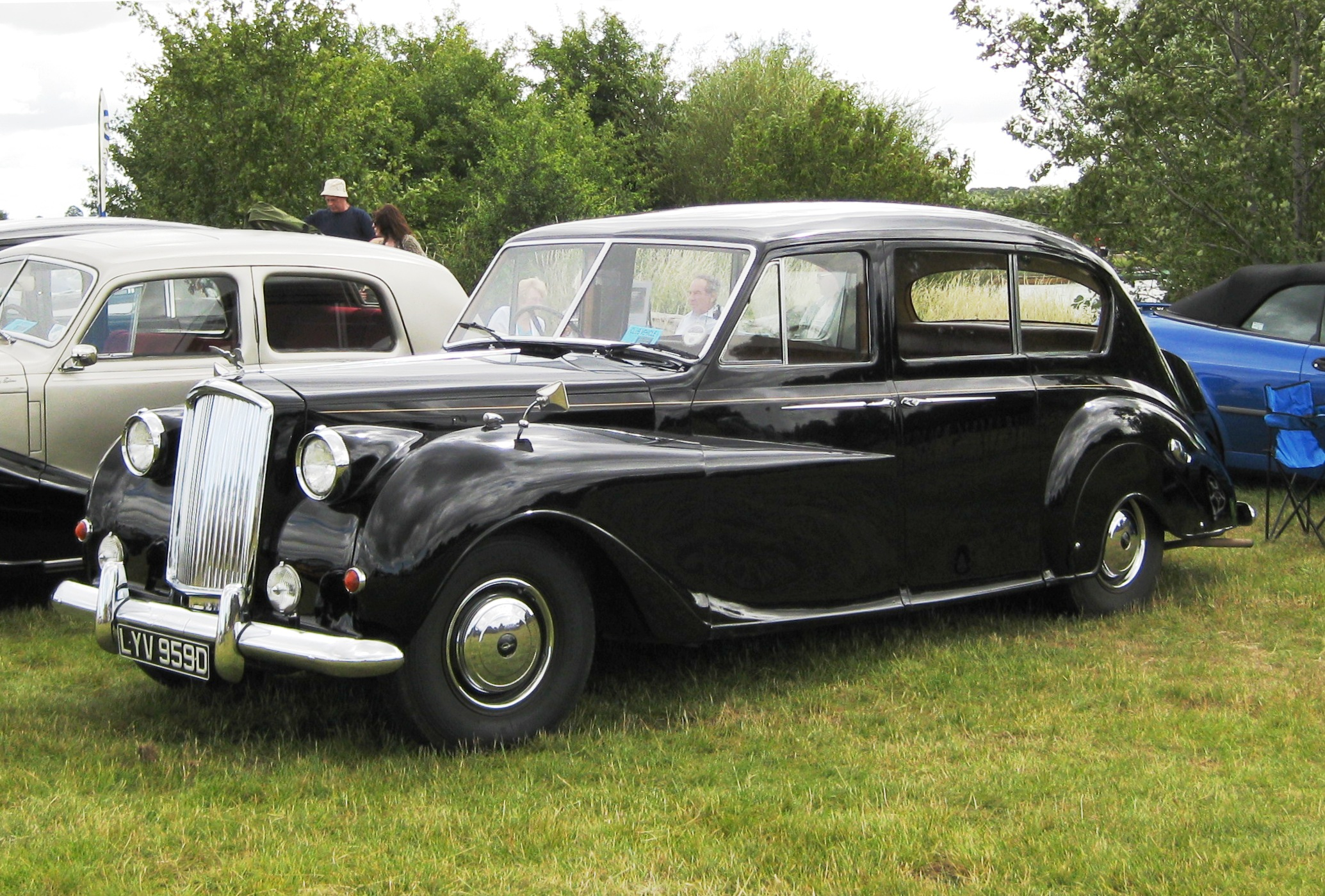
Limousine Vanden Plas Princess de 1966

Avec la paix en 1945, la société a cherché à reprendre ses anciennes productions quand un nouveau client est apparu. Austin voulait mettre sur le marché une version avec chauffeur de sa grande 4 litres de la taille des Rolls-Royce, la voiture de luxe A110 Sheerline et s'est approché de Vanden Plas. Vanden Plas est devenu une filiale d'Austin Motor Company en 1946 et produisit le modèle Austin A120 Princess sur base du châssis Austin Sheerline.
À partir de 1958, cela a également commencé à impliquer l'assemblage du châssis et la direction d'Austin (maintenant BMC) reconnut Vanden Plas comme fabricant de voitures à part entière, abandonnant le nom Austin, de sorte que la Princess puisse être vendue par les revendeurs Nuffield. En 1960, la Princess est devenue la Vanden Plas Princess.

#### Daimler DS 420

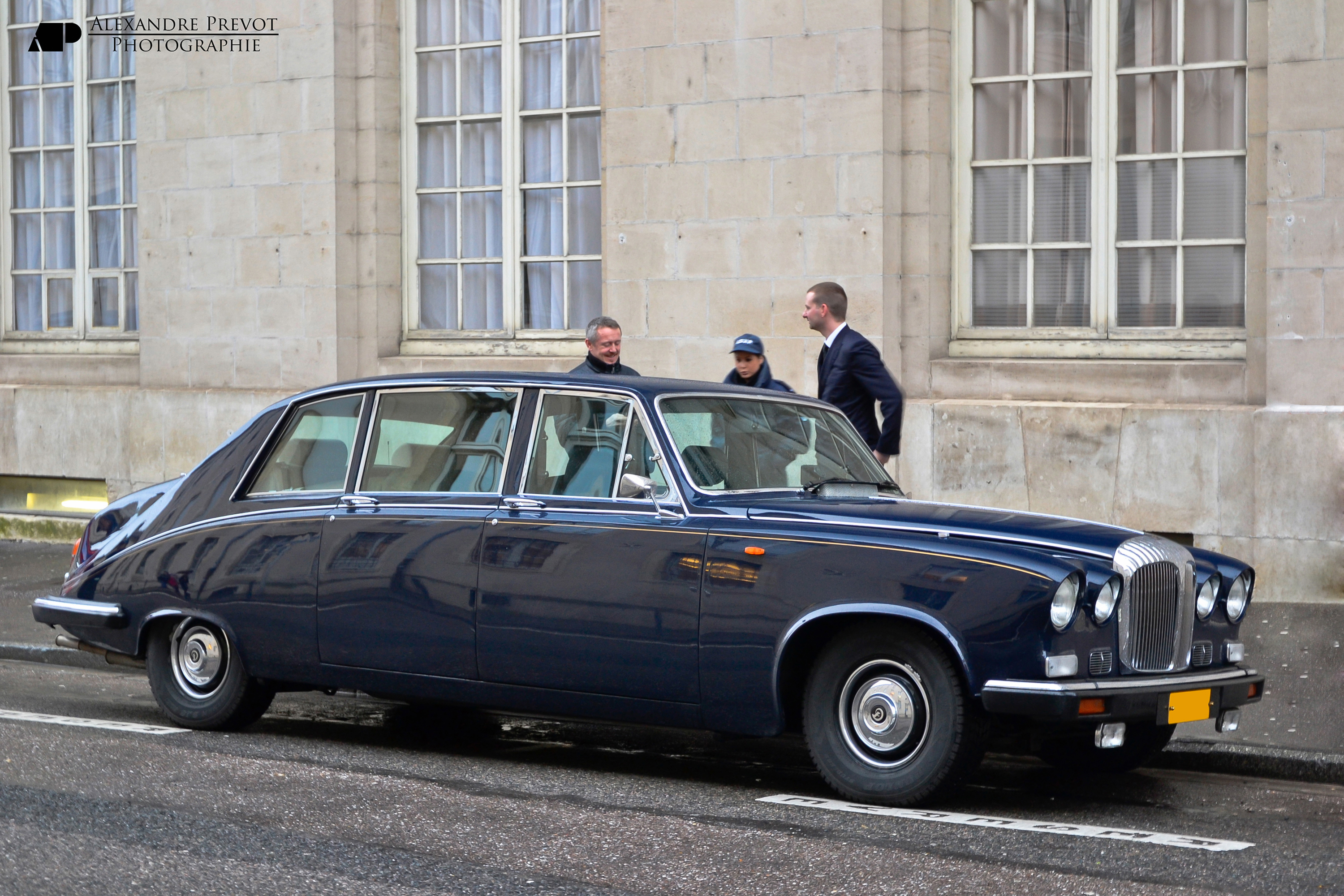
Daimler DS420
carrossée par Vanden Plas

Austin a été rejoint dans BMC par Jaguar avec sa nouvelle filiale Daimler. La Production des limousines Princess se termine en 1968, lorsqu'elles sont remplacées par des limousines Daimler DS420 (en) (Jaguar avait acquis Daimler en 1960) construites par Vanden Plas sur un châssis de Jaguar Mark X allongé. La DS420 a été produite à l'usine Vanden Plas de Kingsbury Lane jusqu'à sa fermeture en novembre 1979.
Le conseil d'administration du holding British Leyland a décidé en 1967 qu'il n'y avait pas suffisamment de fonds dans le budget de publicité du groupe pour affronter la commercialisation en Amérique du Nord des marques Daimler ainsi que Jaguar. Cette décision a été modifiée par après, mais Vanden Plas est utilisée en Amérique du Nord au lieu de Daimler sur les meilleurs modèles Jaguar de luxe. La propriété du nom Vanden Plas est resté dans le Groupe Rover (en), et lorsque Rover a été vendu, Jaguar a été obligé d'arrêter d'employer le nom de Vanden Plas au Royaume-Uni bien qu'elle continua de le faire en Amérique. Au Royaume-Uni, la Daimler Double-Six Vanden Plas devint une Daimler Double-Six.

## Ingénierie de Marque
Également en 1957/8, Leonard Lord demanda à Vanden Plas d'ajouter des accessoires de luxe sur une série d'Austin A105 Westminster, entamant par là la pratique d'employer les compétences et le nom de la société pour produire des versions de luxe (véritablement améliorées) de la plupart des véhicules BMC (et, plus tard, British Leyland (BL)), comme la gamme 1100/1300 et l'Allegro (connue sous le nom de Vanden Plas 1500, 1.5 et 1.7  entre 1975 et 1980).
De 1982 à 1989, Austin Rover (en) fait des modèles haut de gamme Vanden Plas pour ses séries Metro, Maestro, Montego et Rover SD1 et SD3.
Le nom est également utilisé en Amérique du Nord sur les voitures Jaguar commercialisées comme des Daimler dans les autres marchés.

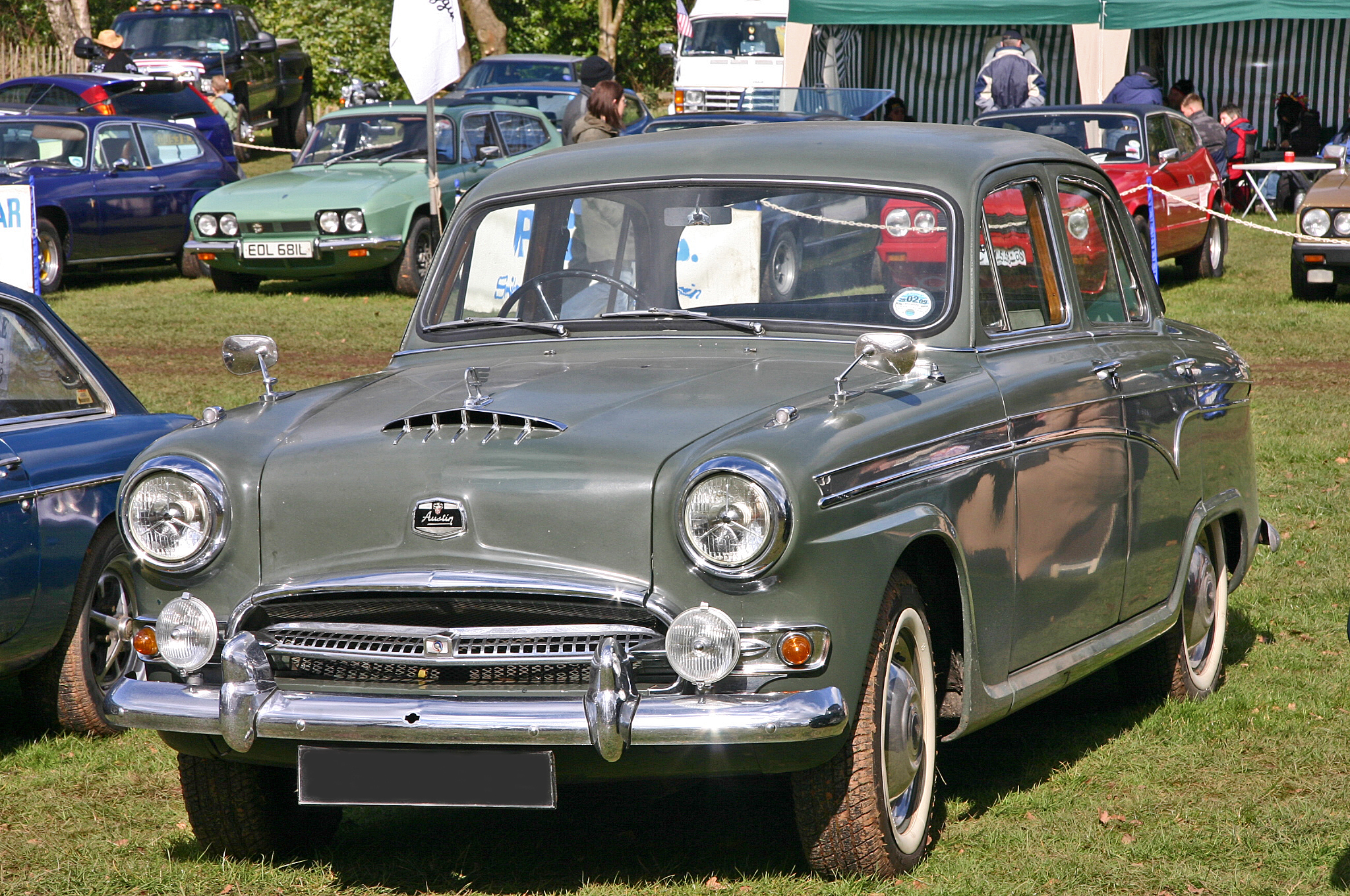
Vanden Plas Princess 3 litres de 1961
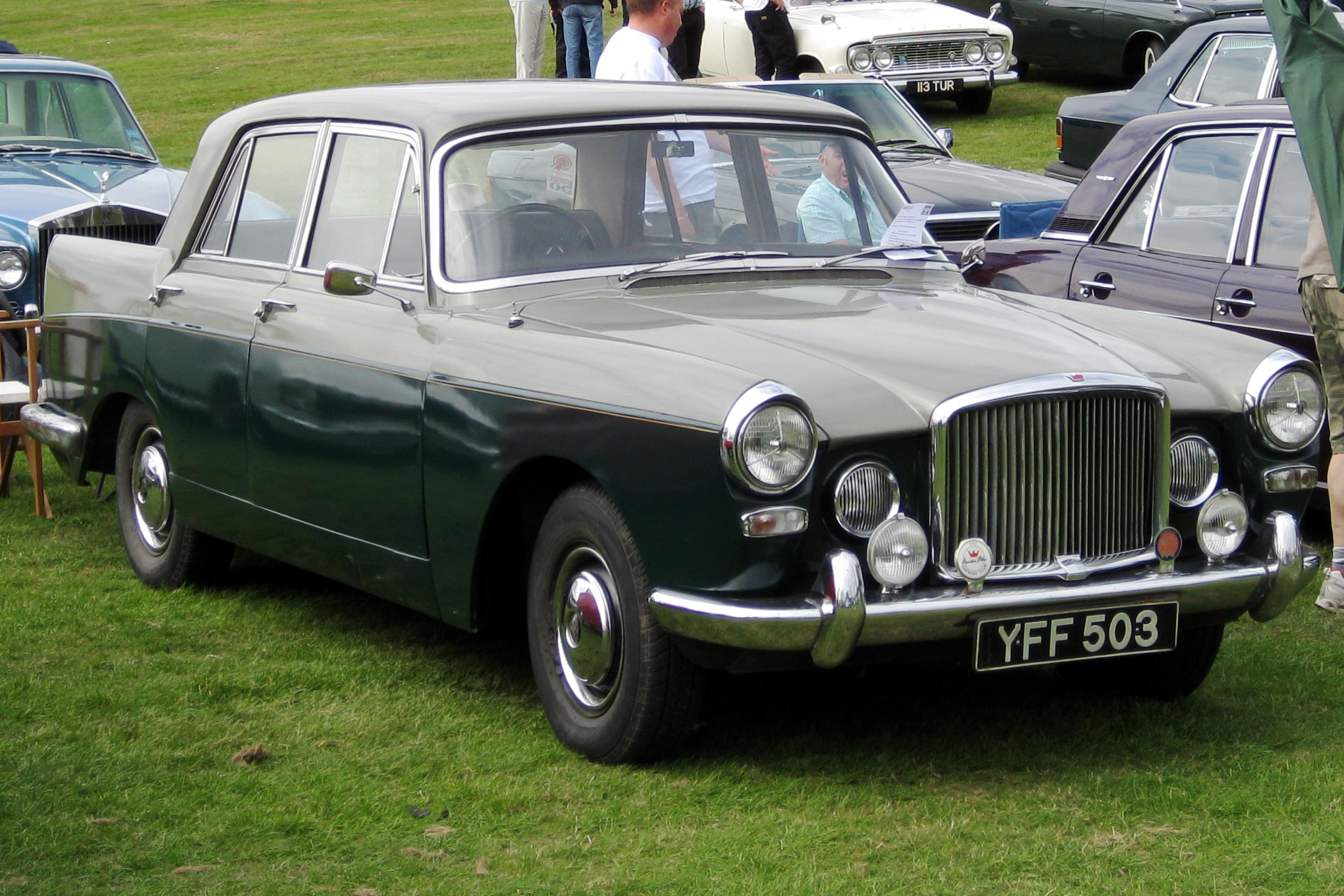
Vanden Plas Princess 4 litres R 1967
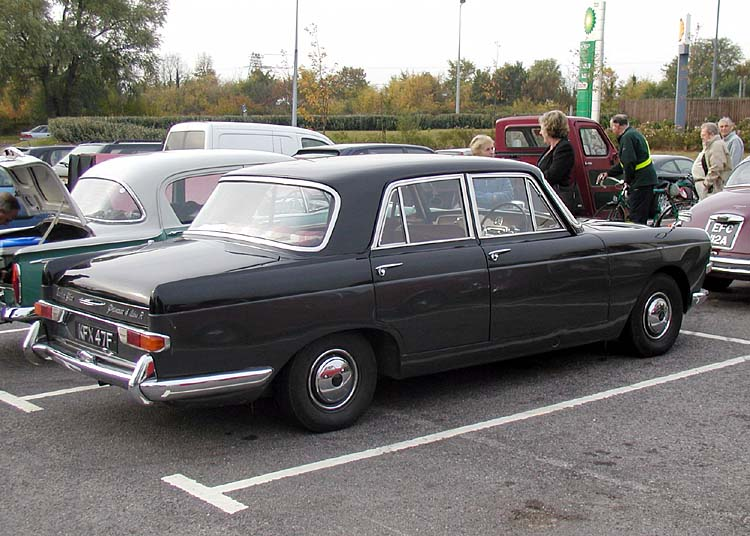
Vanden Plas Princess 1300 de 1973
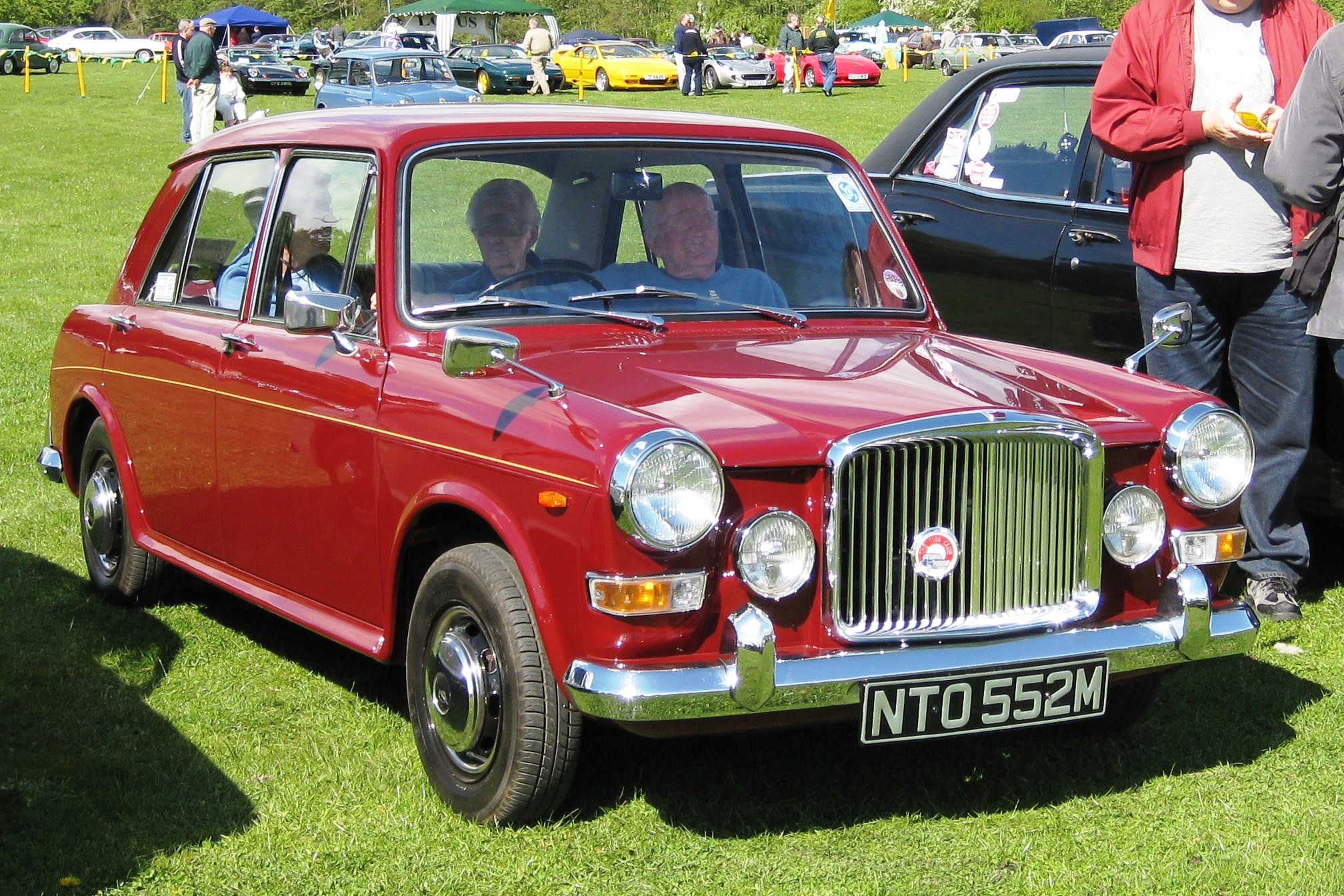
Vanden Plas 1.5 de 1980

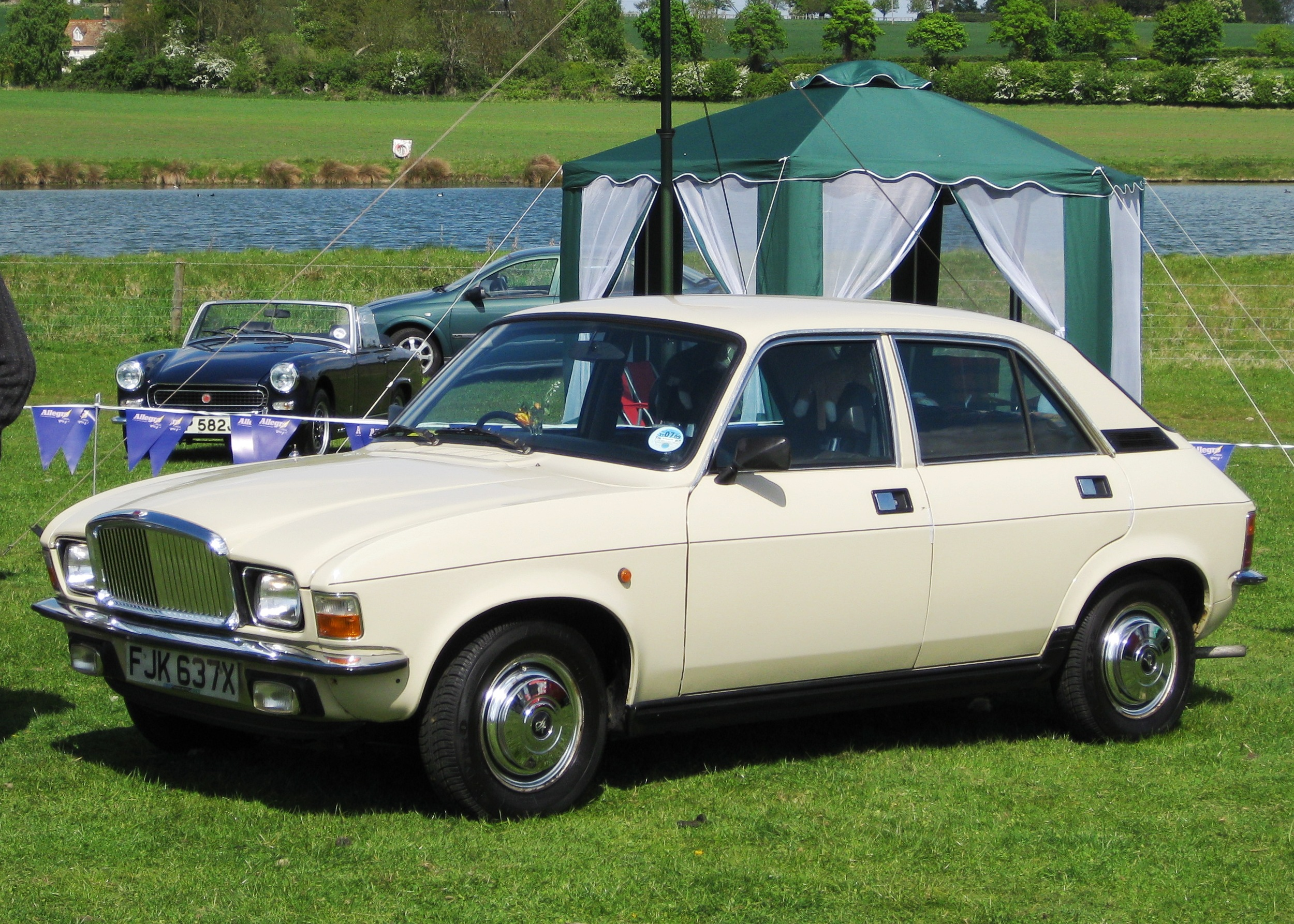
Austin Allegro Vanden Plas
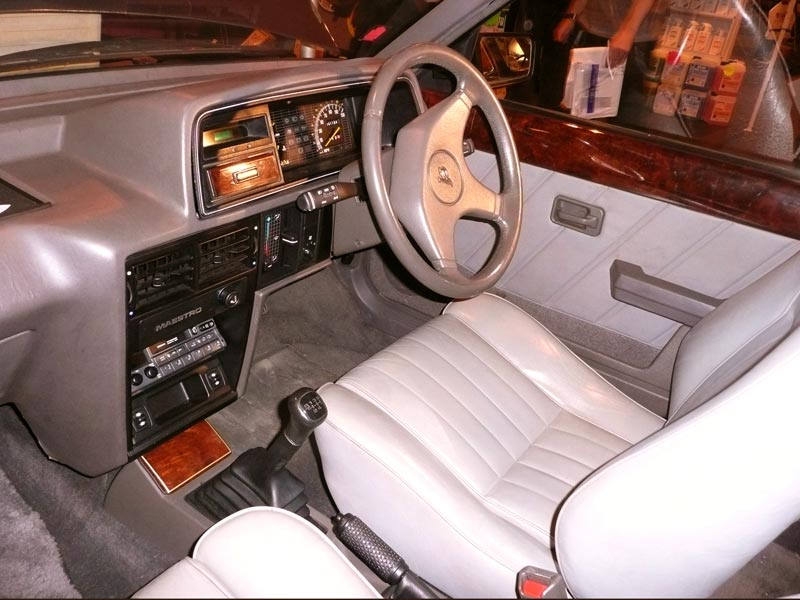
intérieur de la Maestro Vanden Plas
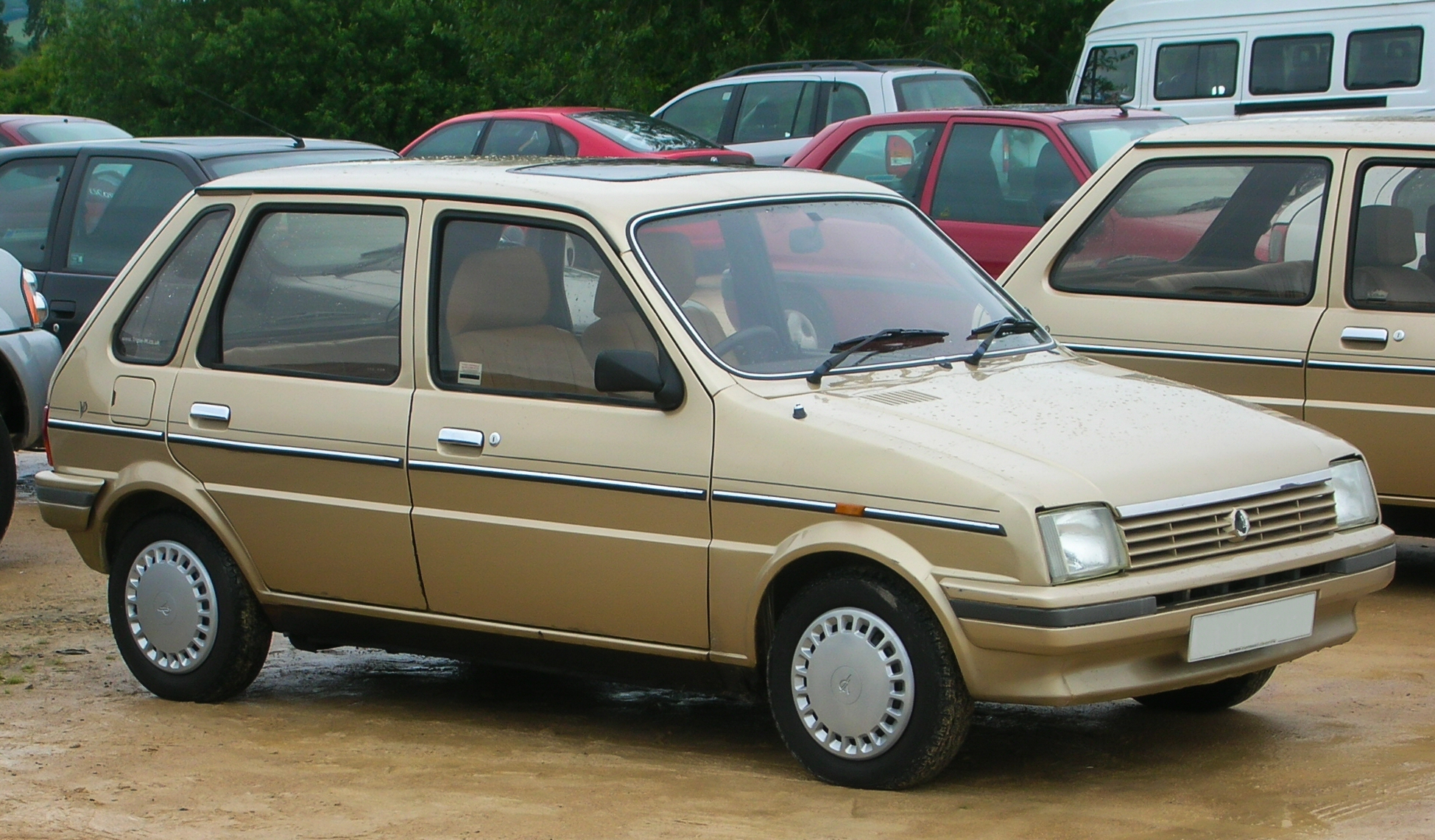
Métro Vanden Plas de 1985
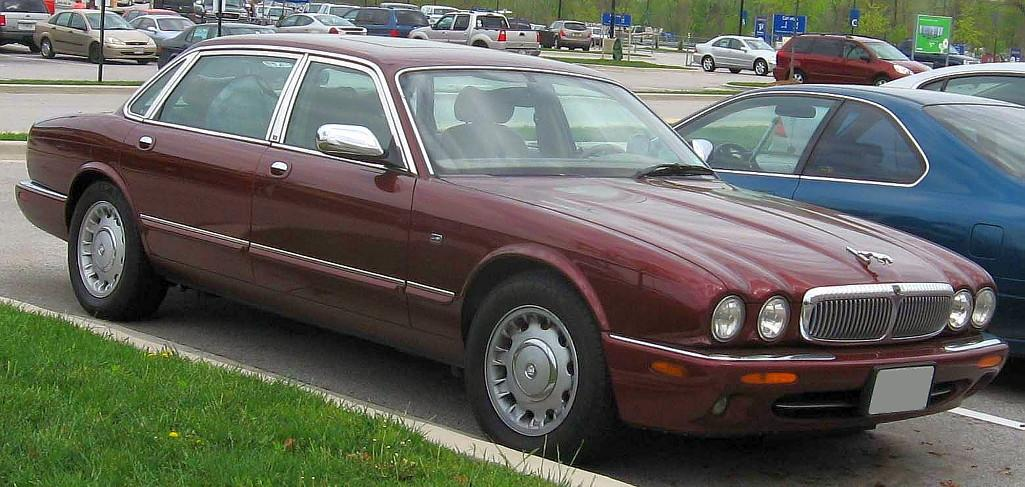
Daimler Super V8 siglée Vanden Plas

En 1992, une entreprise japonaise recrée le look Vanden Plas 1100/1300 sur la Nissan Micra K11. Cela impliqua la réplication de l'avant et à l'arrière de la Vanden Plas, avec une peinture deux tons comme arborée par le modèle original des années 1960.
La dernière voiture à porter le nom Vanden Plas sur le marché britannique était la Rover 75 au début du XXIe siècle.

## La Chine
Les droits de la conception de la Rover 75 et le groupe MG (qui avait été jadis MG Rover) ont été achetées par une société chinoise, la Nanjing Automobile. En 2006, Ford a acheté les droits d'utilisation du nom Rover au précédent propriétaire BMW pour protéger la marque Land Rover de Shanghai Automotive qui voulait le nom Rover pour la 75 (Ford était à cette époque le propriétaire de Land Rover et Jaguar). Le nom Vanden Plas (en dehors de l'Amérique du Nord) et de nombreux autres noms du groupe Leyland ont été achetés par Nanjing Automobile.